# Blues de doce compases

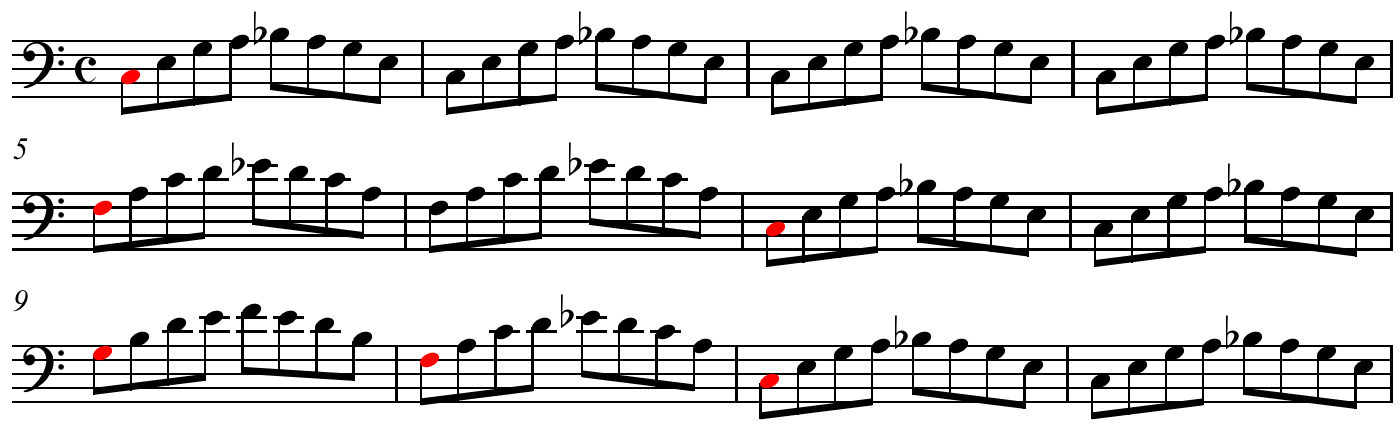
Línea de bajo típica de boogie woogie en una progresión de blues de doce compases en Do mayor, con las fundamentales de acordes en rojo.

El blues de doce compases (en inglés: twelve-bar blues) es una de las progresiones de acordes más destacadas de la música popular. La progresión del blues tiene una forma distintiva en cuanto a letra, fraseo, estructura de acordes y duración. En su forma básica, se basa predominantemente en los acordes I, IV y V de una tonalidad. El dominio del blues y los cambios de ritmo son «elementos cruciales para construir un repertorio de jazz».

## Antecedentes
El blues se originó a partir de una combinación de canciones de trabajo, espirituales y la música country sureña temprana. La música se transmitió de generación en generación por tradición oral. Fue escrita por primera vez por W. C. Handy, compositor y director de banda afroamericano. Su popularidad impulsó la creación de los "discos raciales" (race records) y la popularidad de cantantes de blues como Bessie Smith y Ma Rainey. El estilo musical que se escuchaba en los discos raciales se denominó posteriormente "rhythm and blues" (R&B). A medida que la música se popularizó, más gente quiso interpretarla. Así, patrones generales que existían en el blues fueron formalizados, siendo uno de ellos el blues de 12 compases.

## Progresión básica
La progresión básica de un blues de 12 compases puede representarse de varias maneras. Se muestra en su forma más simple, sin los típicos "cambios rápidos" (quick change), turnarounds ni acordes de séptima. Para variaciones, véase la siguiente sección.
- Notación de acordes en la tonalidad de Do:[4]

| Do  | Do | Do | Do  |
| Fa  | Fa | Do | Do  |
| Sol | Fa | Do | Sol |
- Notación funcional: los acordes se representan con T para indicar la tónica, S para la subdominante y D para la dominante:[5]

| T | T | T | T |
| S | S | T | T |
| D | S | T | D |
- Notación de números romanos: I representa la tónica, IV la subdominante y V la dominante:[5]

| I  | I  | I | I |
| IV | IV | I | I |
| V  | IV | I | V |

## Variaciones

### Shuffle blues
En la forma original, el acorde dominante continuaba hasta el décimo compás; más tarde, el patrón de "shuffle blues" V–IV–I–I se volvió estándar en el tercer conjunto de cuatro compases:
| I  | I  | I | I |
| IV | IV | I | I |
| V  | IV | I | I |

### Quick to four
La variación común de quick-change (cambio rápido), quick to four (rápido a cuatro) o quick four (rápido cuatro), utiliza el acorde subdominante en el segundo compás.
| I  | IV | I | I |
| IV | IV | I | I |
| V  | IV | I | I |

### Acordes de séptima
Los acordes de séptima son un tipo de acorde que incluye el séptimo grado de la escala (es decir, la séptima nota de la escala). Existen diferentes tipos de acordes de séptima, como séptimas mayores, séptimas dominantes, séptimas menores, séptimas semidisminuidas y séptimas completamente disminuidas. Estos acordes son similares, con ligeros cambios, pero todos se centran en el mismo centro tonal. Los acordes de séptima dominante se utilizan generalmente a lo largo de una progresión de blues. La adición de acordes de séptima dominante, así como la inclusión de otros tipos de acordes de séptima (es decir, séptimas menores y disminuidas), se suele utilizar justo antes de un cambio, y se pueden añadir más cambios. Un ejemplo más complejo podría ser el siguiente, donde "7" indica un acorde de séptima:
| I  | IV  | I | I7 |
| IV | IV7 | I | I7 |
| V  | IV  | I | V7 |

### Bebopblues
Esta progresión es similar a «Now's the Time» y «Billie's Bounce» de Charlie Parker, «Tenor Madness» de Sonny Rollins, y muchas otras melodías bop. Peter Spitzer la describe como «un cliché de un solista de bop para arpegiar este acorde [A7♭9 (V/ii = VI7♭9)] desde la 3 hasta la ♭9».
| I7  | IV7   | I7        | V7 I7  |
| IV7 | ♯IVo7 | I7        | V/ii♭9 |
| ii7 | V7    | I7 V/ii♭9 | ii7 V7 |

### Bluesmenor
También existe el blues menor de doce compases, como «Equinox» y «Mr. P.C.» de John Coltrane.  El acorde en el quinto grado de la escala puede ser mayor (V7) o menor (v7). Mayor y menor también pueden combinarse, una característica distintiva de la música de Charles Brown.
| i7   | i7  | i7 | i7 |
| iv7  | iv7 | i7 | i7 |
| ♭VI7 | V7  | i7 | i7 |

### Otras variaciones
W. C. Handy codificó esta forma de blues para ayudar a los músicos a comunicar los cambios de acordes. Numerosas variaciones son posibles. La duración de las secciones puede variarse para crear blues de ocho o dieciséis compases.

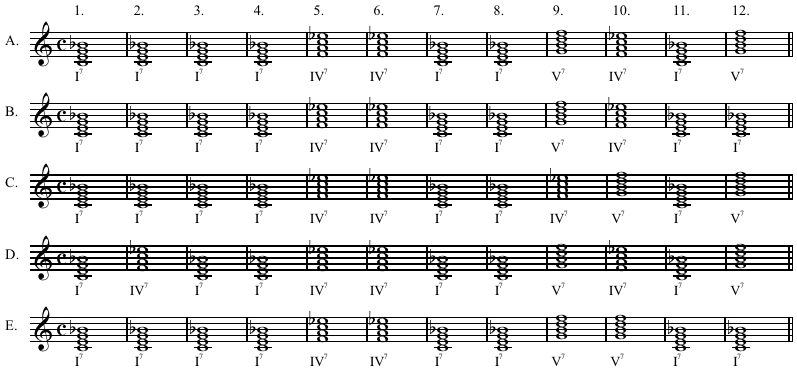
Variaciones estándar del blues de doce compases en clave de do. Escuchar:,,, y como líneas de bajo de boogie woogie.

## Línea melódica
Así como los acordes de un blues de 12 compases siguen una forma, también la sigue la línea melódica. Esta puede ser simplemente la melodía de la pieza o también incluir letra. La melodía y la letra suelen seguir la forma AA'B, lo que significa que se toca una frase, se repite (quizás con una ligera modificación) y luego se toca algo nuevo. Este patrón se utiliza con frecuencia en el blues y en géneros musicales con raíces en él.